# Josef Feid

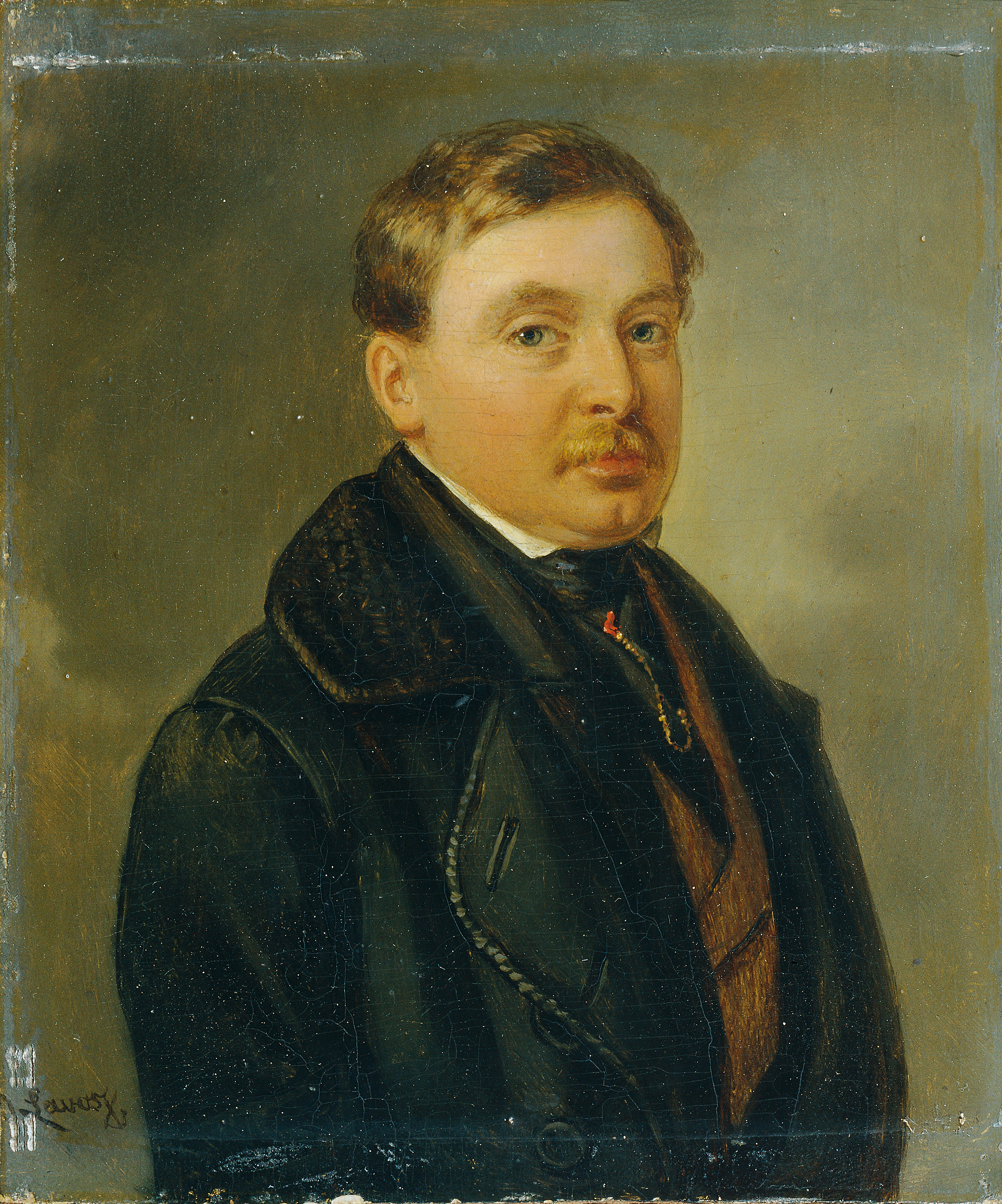
Josef Feid, gemalt von Josef Lavos

Joseph Michael Feid (* 21. Februar 1806 in Wien; † 8. April 1870 in Weidling, Niederösterreich) war ein österreichischer Maler.

## Leben
Josef Feid wurde im damaligen Wiener Vorort Wieden Nr. 519 (heute Rechte Wienzeile 30) als Sohn des Michael Veit, eines Schuldieners an der Wiener Akademie der bildenden Künste, geboren. Feid studierte zunächst an der Akademie Architektur bei Peter von Nobile, wandte sich dann aber der Landschaftsmalerei zu. Ab 1828 stellte er bei den Ausstellungen der Akademie aus, ab 1850 auch im Neuen Österreichischen Kunstverein. Feid war mit dem berühmten Landschaftsmaler Friedrich Gauermann gut befreundet, mit dem er auch zusammenarbeitete.

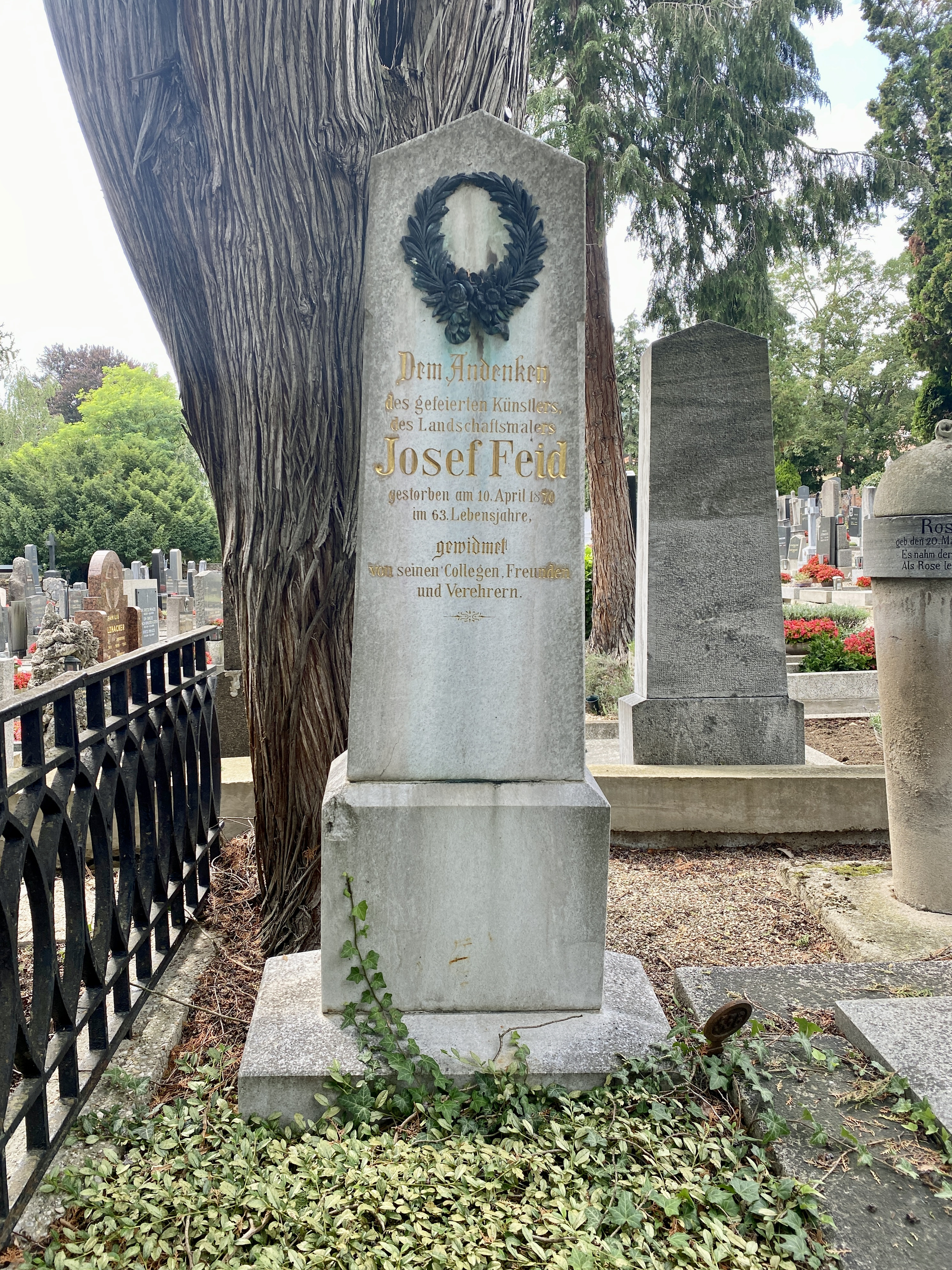
Grab von Josef Feid

Josef Feid wurde auf dem Weidlinger Friedhof bestattet. Zu seinen Ehren wurde der Feidweg in Weidling und die Feidstraße in Wien-Atzgersdorf benannt.

## Werk
Josef Feid war ein reiner Landschaftsmaler, der bevorzugt Motive aus der Umgebung Wiens und aus dem Salzkammergut darstellte. Besonders typisch für ihn ist die Gestaltung von Waldlandschaften, was ihm 1903 die Bezeichnung „Waldmensch aus dem Wienerwald“ durch den Kunstkritiker Ludwig Hevesi eintrug.

## Werke (Auswahl)
- Weg auf den Mariahilfberg bei Gutenstein (Wien, Österreichische Galerie Belvedere, Inv. Nr. 2393), 1830, Öl auf Leinwand, 45 × 34,5 cm
- Anastasius Grün auf dem Loser, im Hintergrund das Dachsteinmassiv (Privatsammlung), um 1830, Öl auf Holz, 45 × 34 cm
- Abenddämmerung bei Burg Greifenstein (St. Pölten, Museum Niederösterreich, Inv. Nr. 6354), 1832, Öl auf Holz, 35,5 × 47,7 cm
- Burgruine Aggstein (St. Pölten, Museum Niederösterreich, Inv. Nr. 7390), um 1830–35, Öl auf Leinwand, 52,6 × 65,8 cm
- Der hintere Langbathsee (Wien, Österreichische Galerie Belvedere, Inv. Nr. 5721), 1834, Öl auf Holz, 33,5 × 45 cm
- Aulandschaft bei Abendstimmung (Wien, Österreichische Galerie Belvedere, Inv. Nr. 3643), 1847, Öl auf Leinwand, 95 × 71 cm

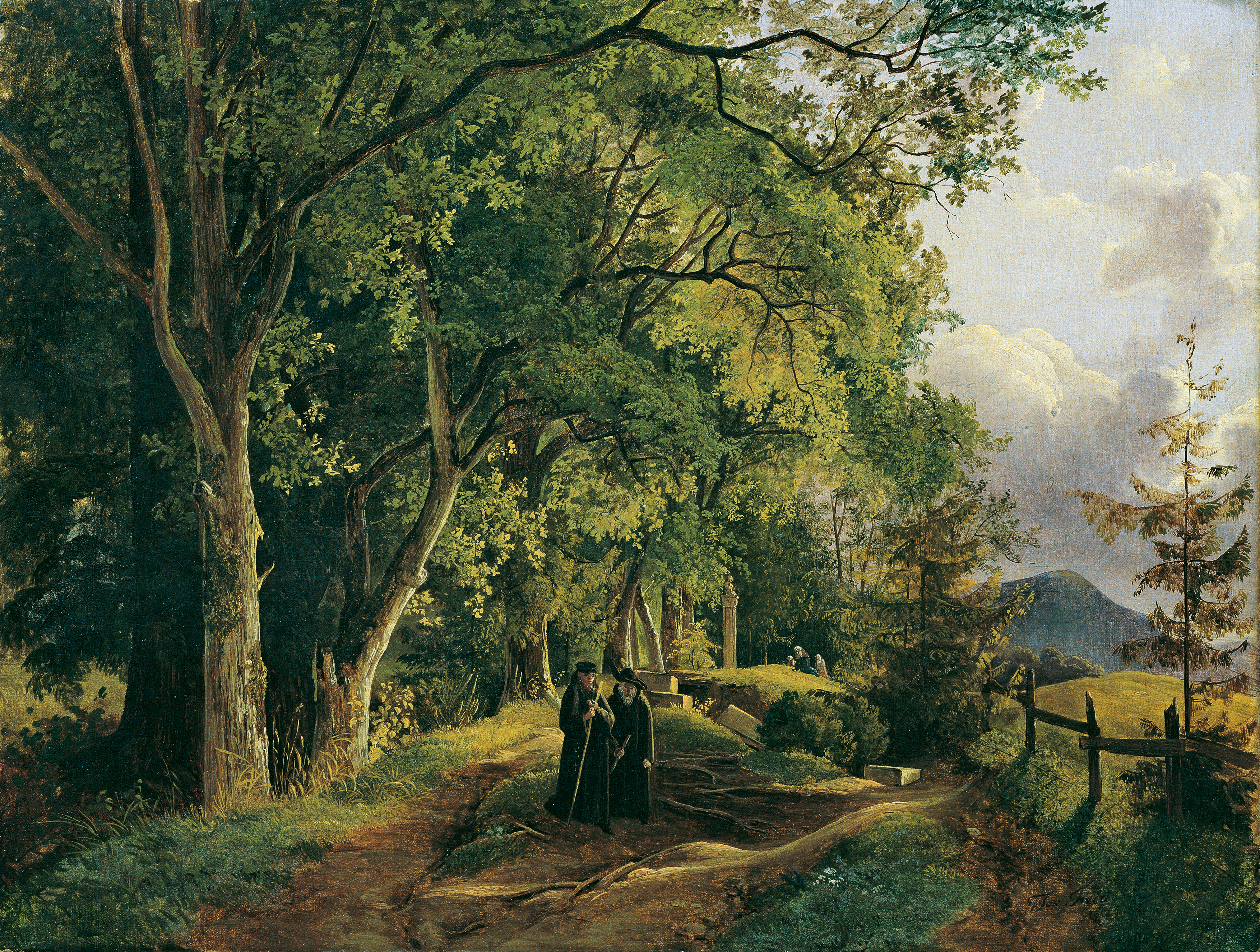
Weg auf den Mariahilfberg bei Gutenstein
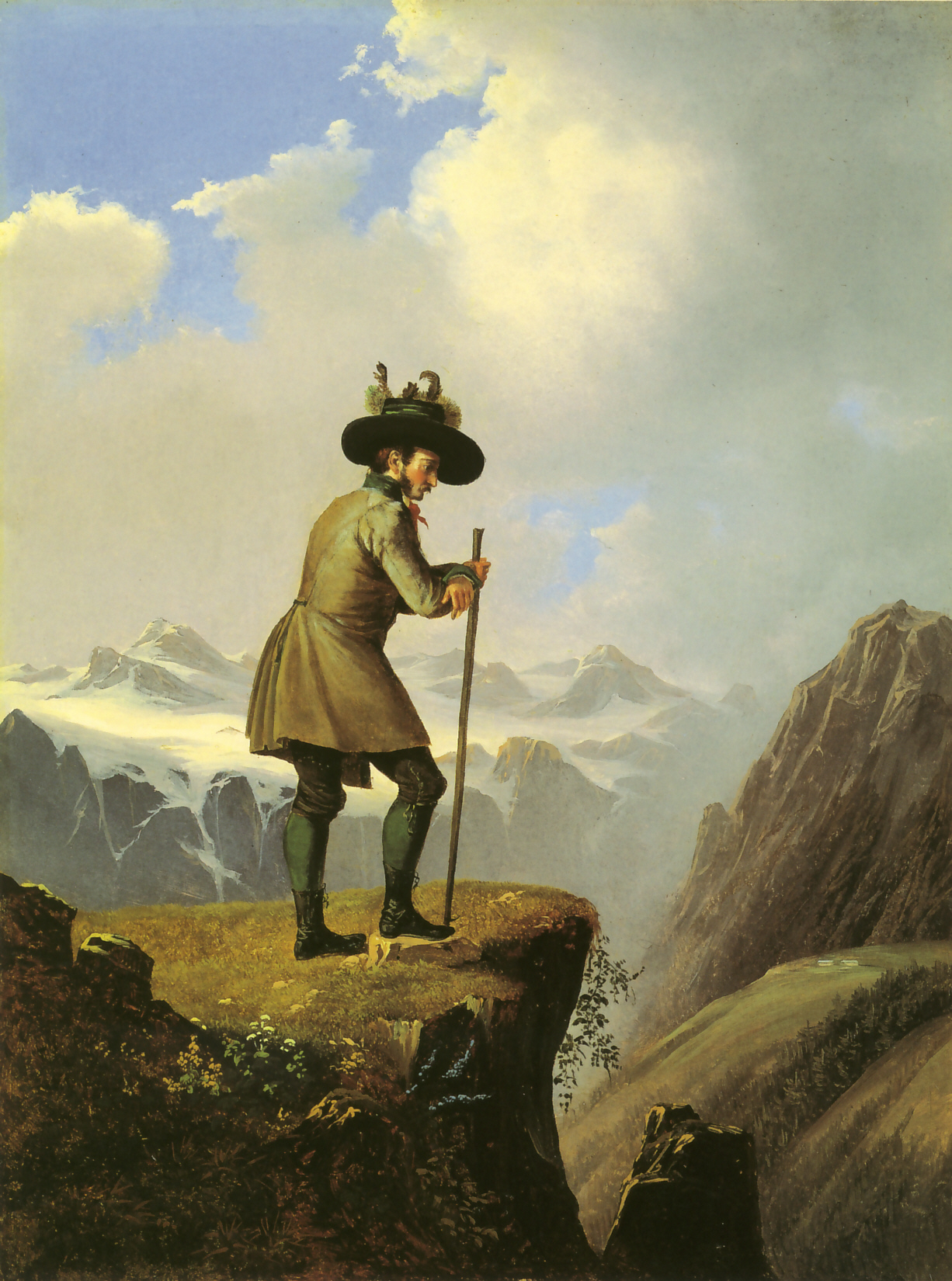
Anastasius Grün auf dem Loser, im Hintergrund das Dachsteinmassiv
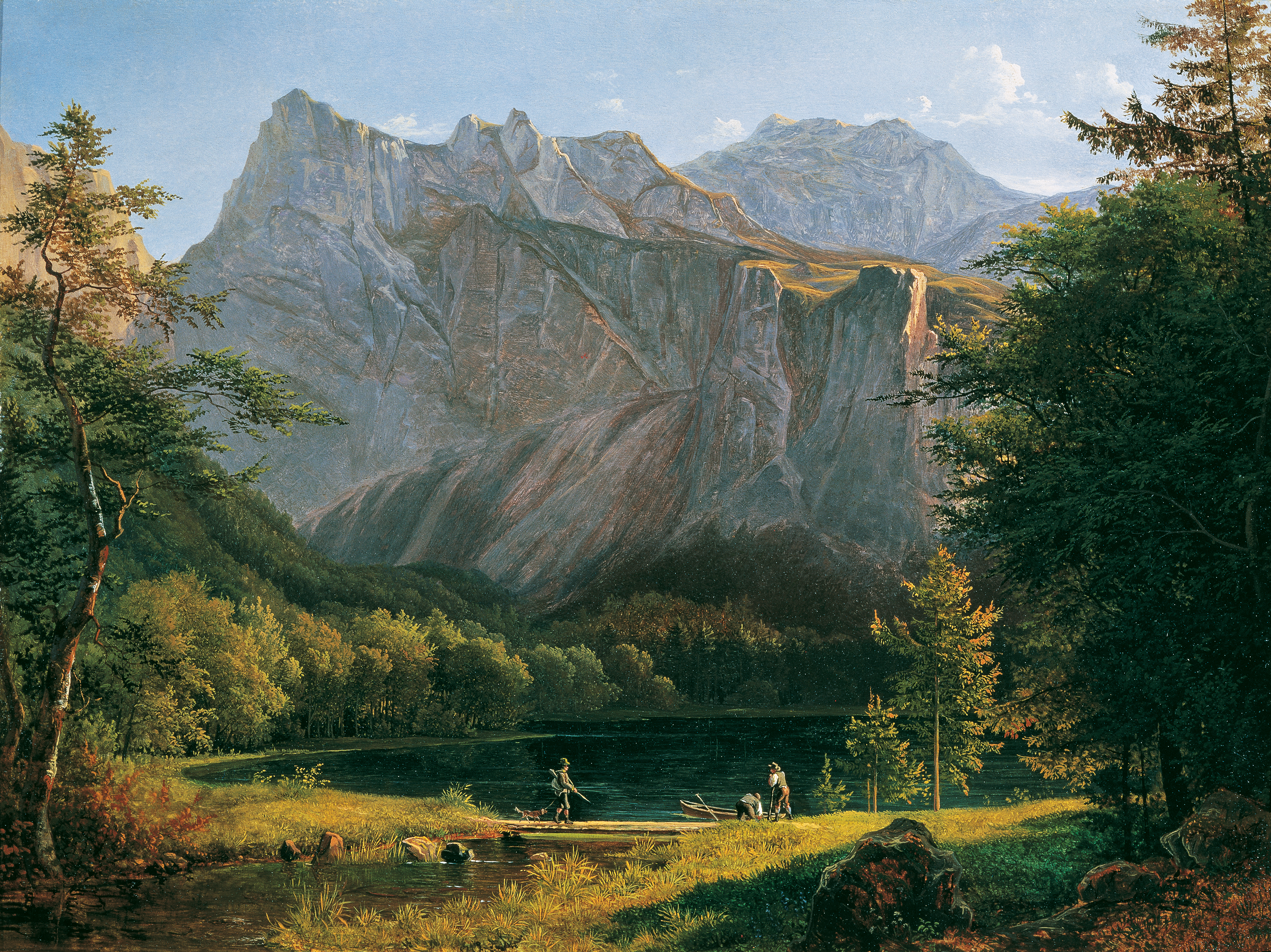
Der hintere Langbathsee
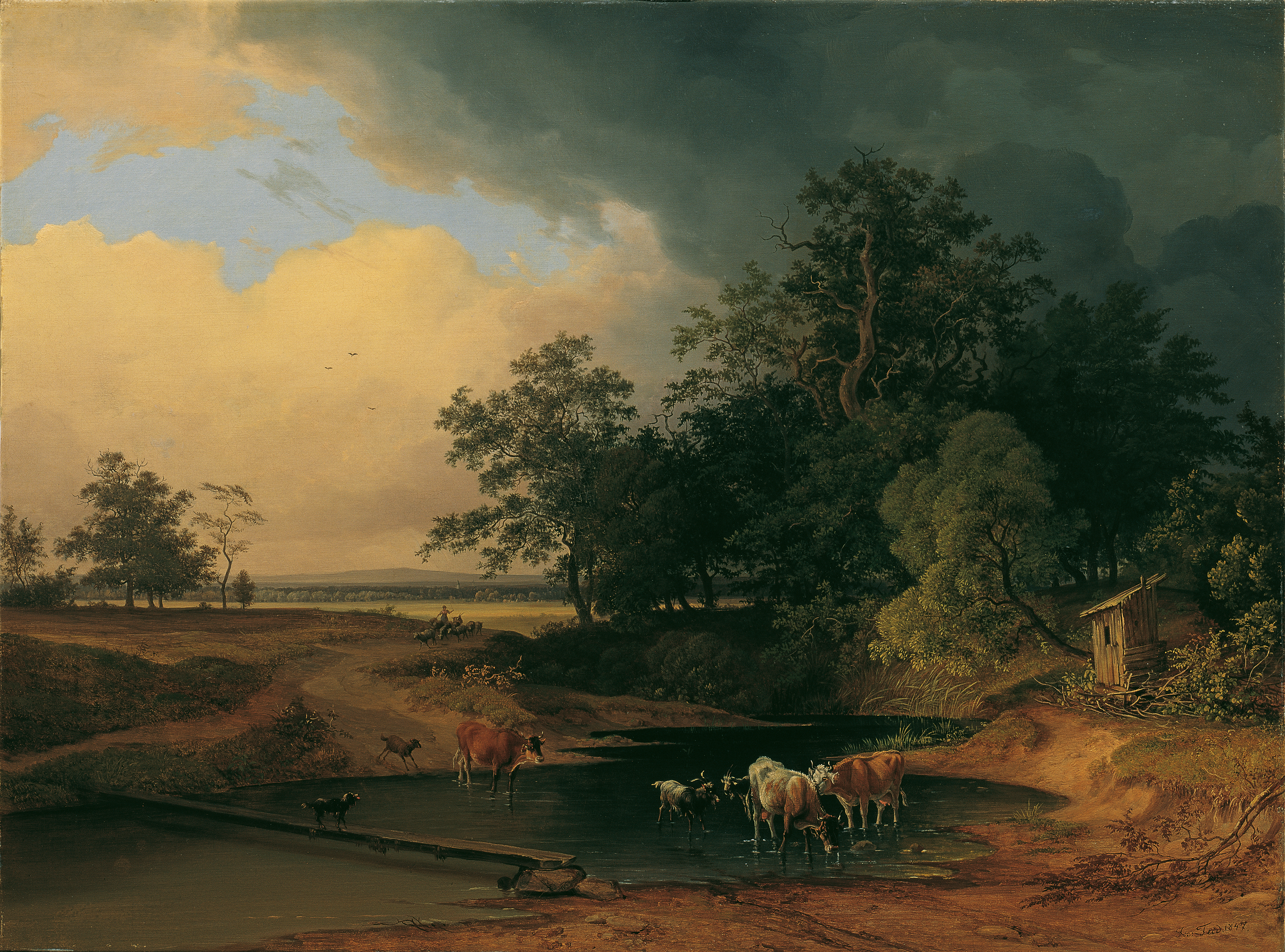
Aulandschaft bei Abendstimmung